# Fachzug Wassertransport
Der Fachzug Wassertransport ist zumeist eine Untereinheit der Kreisfeuerwehrbereitschaft, die nach Niedersächsisches Brandschutzgesetz von den Feuerwehren des Kreises aufgestellt werden muss.
Seine Aufgabe besteht darin, schnell große Mengen an Wasser an eine Einsatzstelle zu transportieren. Wie die meisten anderen Fachzüge einer Kreisfeuerwehrbereitschaft wird auch er aus den Fahrzeugen verschiedener Feuerwehren gebildet. Meist besteht er aus mindestens drei Tanklöschfahrzeugen. Besetzt werden diese Fahrzeuge zumeist von den Angehörigen der betreffenden Feuerwehren, die oftmals über spezielle Alarmkreise alarmiert werden.
Eingesetzt wird der Fachzug Wassertransport hauptsächlich dort, wo entweder große Mengen Wasser vonnöten sind (der Fachzug transportiert je nach Ausstattung bis zu ca. 12.000 Liter Wasser), oder die nächste Wasserentnahmestelle sehr weit entfernt ist, beispielsweise bei Wald- und anderen Vegetationsbränden. Er ist sowohl eine Alternative als auch eine Ergänzung zur Löschwasserförderung über lange Wegstrecken.